# اسپارتاکوس (باله)
اسپارتاکوس (روسی: Спартак) موسیقی باله که توسط آرام خاچاتوریان آهنگساز سرشناس ارمنی در سال ۱۹۵۴ ساخته شده و در همان به خاطر آهنگسازی برنده جایزه لنین شده‌است. سوژه این باله دربارهٔ شورش برده‌ها به رهبری اسپارتاکوس در روم در سال ۷۱ (پیش از میلاد) است.